# Obština Krušari
Obština Krušari (bulharsky Община Крушари) je bulharská jednotka územní samosprávy v Dobričské oblasti. Leží ve východním Bulharsku v Dolnodunajské nížině na severním úpatí Dolnodunajských vysočin u hranic s Rumunskem. Sídlem obštiny je ves Krušari, kromě ní zahrnuje obština 18 vesnic. Žije zde přes 4 tisíce stálých obyvatel.

## Sídla
| - Abrit - Alexandrija - Bistrec - Dobrin - Efrejtor Bakalovo - Gaber - Kapitan Dimitrovo | - Koriten - Krušari (sídlo správy) - Lozenec - Ogňanovo - Polkovnik Ďakovo - Poručik Kărdžievo - Severci | - Severňak - Telerig - Zagorci - Zemenci - Zimnica |

## Sousední obštiny
| Růžice kompasu | Kajnardža       |               |                | Růžice kompasu |
| Růžice kompasu |                 | Sever         | General Toševo | Růžice kompasu |
| Růžice kompasu | Obština Krušari |               | General Toševo | Růžice kompasu |
| Růžice kompasu | Jih             |               | General Toševo | Růžice kompasu |
| Růžice kompasu | Tervel          | Dobrič-selska |                | Růžice kompasu |

## Obyvatelstvo
K 15. prosinci 2024 v obštině žilo 4 222 obyvatel a bylo zde trvale hlášeno 6 781 obyvatel. Podle sčítání 7. září 2021 bylo národnostní složení následující:
- Turci: 1 528 (52.7 %)
- Bulhaři: 862 (29.7 %)
- Romové: 503 (17.3 %)
- ostatní[p 3]: 9 (0.3 %)

V období 2011 až 2021 v obštině ubylo 851 obyvatel.